# توني ليون
توني ليون (بالإنجليزية: Tony Leon)‏ هو دبلوماسي وصحفي وسياسي جنوب أفريقي، ولد في 15 ديسمبر 1956 في جنوب أفريقيا. حزبياً، نشط في التحالف الديمقراطي. وقد انتخب سفير وانتخب Leader of the Opposition (South Africa) ‏ (1999 – 5 مايو 2007) وانتخب عضو الجمعية الوطنية لجنوب أفريقيا.

## وصلات خارجية
- توني ليون على موقع الموسوعة البريطانية (الإنجليزية)
- توني ليون على موقع مونزينجر (الألمانية)

- الموقع الرسمي